# Alexander Chalmers (pisarz)
Alexander Chalmers (ur. 29 marca 1759 w Aberdeen, zm. 10 grudnia 1834 w Londynie) – szkocki wydawca i pisarz, najbardziej znany ze swojego General Biographical Dictionary (1812−1817), 32-tomowej poprawionej wersji 11-tomowej pracy 1761 roku. Wydawał prace Shakespeare'a, Jamesa Beattiego, Henry'ego Fieldinga, Samuela Johnsona, Josepha Wartona, Alexandra Pope'a, Edwarda Gibbona i Henry'ego St Johna. Z wykształcenia lekarz.